# Kainici
Kainici – niewielka gnostycka grupa religijna istniejąca w II wieku we wschodniej części Cesarstwa Rzymskiego. 
Twierdzili oni, iż Stary Testament jest w całości dziełem Saklasa, władcy otchłani i materii, noszącego pewne znamiona szatana, a Żydzi są jego wyznawcami. Jahwe identyfikowany był tu z Saklasem, i uważany za pomniejszego demiurga. Osoby pozytywne w pismach Starego Testamentu uznawane były przez kainitów za sługi Zła, a osoby oceniane negatywnie w Starym Testamencie za dzieci dobrego i najwyższego Boga. Ideałem i wzorem do naśladowania był dla nich Kain oraz Sodoma i Gomora, które jako jedyne oparły się satanistycznym wierzeniom. Jednym z przypisywanych tej sekcie tekstów apokryficznych jest Ewangelia Judasza, różna jednak od Ewangelii Judasza odnalezionej w 1970 roku. 
Kilkakrotnie wspominają o nich Ojcowie Kościoła:
- Ireneusz, Przeciw herezjom 1.31.1-2
- Epifaniusz z Salaminy, Panarion 38
- Hipolit, Przeciw herezjom 8
- Pseudo-Tertulian, Przeciw wszystkim herezjom 7
- Tertulian, O chrzcie 1
- Hieronim ze Strydonu, List 69